# Vlag van Ida-Virumaa

Vlag van Ida-Virumaa

De vlag van Ida-Virumaa, een provincie van Estland, bestaat net als alle vijftien andere Estische provincievlaggen uit twee even hoge banen van wit en groen met het provinciewapen op het midden van de witte baan. Groen staat voor de natuur in Estland. Ook toen werd gekozen voor een unieke en als zodanig direct herkenbare provincievlag. De vlag is, net als alle andere provincievlaggen, vastgelegd door toenmalig president Konstantin Päts: dit gebeurde op 9 juli 1997. De hoogtelengte verhouding van de vlaggen is 7:11; bij een vlag van 105 bij 165 centimeter is de hoogte van het wapen 40 centimeter.
Het provinciewapen op het midden van de witte baan van de vlag bestaat uit een blauw schild met een witte bakstenen muur met kantelen en een witte toren met een rood dak; boven de muur twee gekruiste witte zwaarden met gele gevesten.
Het wapen werd in 1928 voor de provincie Viru aangenomen en in 1937 geprolongeerd, zij het dat de spits van de toren iets veranderd werd. In 1997 werd het aan Ida-Virumaa toegekend. Het kasteel staat voor de verdediging tegen invallen uit het oosten en voor behoud van cultuur en vrijheid.